# Platinum Stars
Platinum Stars Football Club is een Zuid-Afrikaanse voetbalclub uit Phokeng die uitkomt in de Premier Soccer League.
De club ontstond uit de boedel van Highlands Park dat in 1982 failliet gegaan was. De licentie van Highlands Park was opgekocht door Jomo Sono die er met Jomo Cosmos mee ging spelen. De naam, uitingen en het recht op de historie werden opgekocht Larry Brookstone en de club ging op amateurniveau spelen waarin het zeer succesvol was. In 1998 werd de licentie van het op het tweede niveau spelende Khakhu Fast XI’s gekocht en fuseerde de club met Silver Stars. Onder de naam HP Silver Stars maakte de club haar rentree op het professionele niveau.
In 2006 ging de club een overeenkomst aan met het Bafokeng Koninkrijk en verhuisde van Polokwane naar Phokeng bij Rustenburg om te spelen in het Royal Bafokeng Stadion. In 2007 nam het investeringsfonds van het Bakofeng Koninkrijk een meerderheidsbelang in de club en de naam veranderde in Platinum Stars naar de platinamijnbouw in de regio.

## Erelijst
- Telkom Knockout

2006, 2013
- MTN 8

2013
- Kampioen Second Division Northern Stream

1998–99
- Kampioen First Division Inland Stream

2002/03

## Eindklasseringen
| Seizoen   | №  | Clubs | Divisie          | Duels | Winst | Gelijk | Verlies | Doelsaldo | Punten |
| --------- | -- | ----- | ---------------- | ----- | ----- | ------ | ------- | --------- | ------ |
| 2009–2010 | 14 | 16    | ABSA Premiership | 30    | 9     | 4      | 17      | 26–34     | 31     |
| 2010–2011 | 10 | 16    | ABSA Premiership | 30    | 6     | 15     | 9       | 34–37     | 33     |
| 2011–2012 | 10 | 16    | ABSA Premiership | 30    | 10    | 6      | 14      | 37–39     | 36     |
| 2012–2013 | 2  | 16    | ABSA Premiership | 30    | 17    | 5      | 8       | 48–27     | 56     |
| 2013–2014 | 8  | 16    | ABSA Premiership | 30    | 11    | 9      | 10      | 32–32     | 42     |
| 2014–2015 | 11 | 16    | ABSA Premiership | 30    | 8     | 10     | 12      | 30–38     | 34     |
| 2015–2016 | 3  | 16    | ABSA Premiership | 30    | 13    | 9      | 8       | 41–33     | 48     |

## Trainer-coaches
- Owen da Gama (2000–2007)
- Owen da Gama (2010–2012)
- Cavin Johnson (2012–2013)
- Allan Freese (2012)
- Allan Freese (2013–2015)
- Cavin Johnson (2015–)